# Малий енциклопедичний словник Корсунщини
Мали́й енциклопеди́чний словни́к Ко́рсунщини — двотомна регіональна енциклопедія, яка містить відомості про історію, природу, економіку, культури, населені пункти й визначні персоналії Корсунь-Шевченківського району Черкаської області.
Видання підготоване до друку й здійснене силами фахівців Корсунь-Шевченківського державного історико-культурного заповідника за підтримки місцевих райдержадміністрації та райради, складається з 2-х томів:
- Т. 1 : А — К.– 2003.– 195 с. — ISBN 966-95252-3-3
- Т. 2 : Л — Я. — Корсунь-Шевченківський: [б. в.], 2004. — 336 с., 6 арк. фотоіл. — ISBN 966-95252-4-1 (т. 2)

Наклад книги — 1 тисяча примірників.
До редакційної колегії видання ввійшли: П. Я. Степенькіна (відповідальний редактор), Т. Л. Бондаренко, А. Г. Ніколенко, Л. Г. Овсієнко, П. Л. Стецик.
До складу авторського колективу двотомника, відзначеного за роботу обласною краєзнавчою премією імені Михайла Максимовича (2007), ввійшли: Бахмут А. І., Давиденко Г. І., Дяченко Н. В., Житомирська С. І., Заболотня Л. М., Коваленко С. В., Ковтун О. В., Колесникова К. І., Кочегура Л. І., Ніколенко А. Г., Овсієнко Л. Г., Павліченко Н. І., Полякова Т. Ю., Райкова О. В., Степенькін С. Ю., Степенькіна П. Я., Стецик П. Л., Хаврусь С. Л., Харченко О. М., Швидько Г. К.